# Pogrom de Bialystok

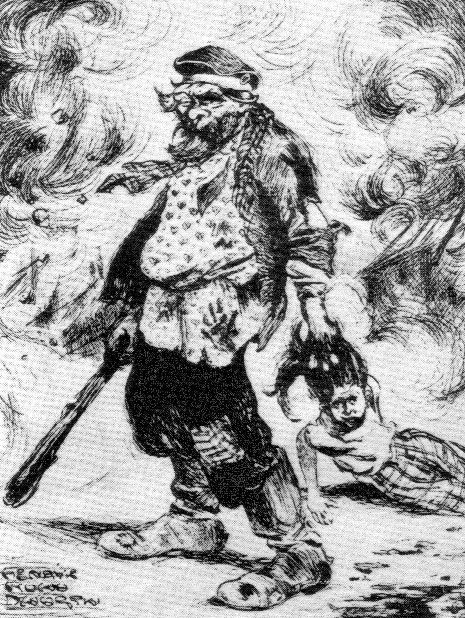
Caricature du pogrom par Henryk Nowodworski.

Le pogrom de Białystok s'est déroulé entre le 14 et le 16 juin 1906 (1 au 3 juin selon le calendrier julien) à Białystok, faisant alors partie de l'Empire russe. Pendant le pogrom, entre 81 et 88 personnes ont été tuées et 80 blessées.
Les violences envers des Juifs de Białystok font partie des pogroms antisémites de l'Empire russe liés à l'agitation révolutionnaire des années 1903-1907, dont les tristement célèbres pogroms de Kichinev, d'Odessa et de Kiev.

## Contexte
Au début du XXe siècle, Białystok est une ville avec une population majoritairement juive. En 1895, la population juive est de 47 783 sur une population totale de 62 993 habitants, ce qui représente environ 76 %. Białystok est essentiellement une ville connue pour sa fabrication textile, son commerce et son industrie. Lors de la révolution de 1905 qui secoue les anciennes terres polonaises, la ville est le centre d'un mouvement contestataire, avec de fortes organisations ouvrières telles que l'Union générale des travailleurs juifs (plus connue sous le nom de Bund) et le Parti socialiste polonais.
À la fin de l'été 1904, un jeune anarchiste de 18 ans, Nisan Farber, poignarde et blesse grièvement Avraam Kogan, le propriétaire d'une filature, alors que celui-ci se rendait à la synagogue le jour de Yom Kippour. Le 6 octobre 1904, Farber jette une bombe dans un commissariat, blessant plusieurs policiers. Farber lui-même est tué par l'explosion.
Le 21 février 1905, le chef de la police du district Yeltchine est tué, et le 8 juin, son remplaçant Pelenkine est blessé par une autre attaque à la bombe. En juillet 1905, deux officiers de police sont blessés par une bombe jetée par l'anarchiste juif, Aron Elin (Gelinker). En plus, en 1905, les officiers de police, Mozger, Moneсhko, et Barantsevitch sont tués et huit autres policiers blessés.
À la suite de ces violences, la loi martiale est instaurée à Białystok en septembre 1905, et durera jusqu'en mars 1906. Dès la levée de la loi martiale, les assassinats et les actes de terreur reprennent. Le 4 mars, l'officier de police Koultchitsky est tué, suivi le 18 mars de l'assassinat de l'officier de gendarmerie Roubansky et du sous-officier Syrolevitch. En mai 1906, l'officier de police Cheïman est tué par les anarchistes. Plus tard, les policiers Zenevitch et Alekseïtchouk sont blessés, ainsi que trois soldats du régiment d'infanterie Vladimir. Le cosaque Lopatine est tué.
Tous ces événements conduisent à une démoralisation et une désorganisation de la police de la ville. Entre 1905 et 1906, sept chefs de la police se sont succédé. La police n'entre plus dans la rue Souraj, considérée comme une place forte des anarchistes.
Le 11 juin 1906, le chef de la police de Białystok, Derkacz, est assassiné, très certainement sur ordre du commissaire russe et antisémite fanatique, Cheremietiev . Derkacz, qui était polonais était connu pour ses sympathies libérales et son opposition à l'antisémitisme ; il était respecté aussi bien par le Bund juif que par le Parti socialiste polonais. À plusieurs occasions, quand des soldats russes s'attaquaient aux Juifs sur la place du marché, Derkacz avait envoyé ses policiers pour calmer les violences et avait déclaré qu'un pogrom contre les Juifs ne pourrait avoir lieu « que sur son cadavre ». Son assassinat annonce les violences à venir, car dès la mort de Derkacz, les gens virent les soldats russes commencer à préparer un pogrom.
Le 14 juin, deux processions chrétiennes se déroulent simultanément : une catholique sur la place du marché pour célébrer la Fête-Dieu, et une orthodoxe au travers de la nouvelle-ville de Białystok pour célébrer la fondation de la cathédrale. La procession orthodoxe est suivie par une unité de soldats. Une bombe est jetée sur la procession catholique, et des coups de feu sont tirés sur la procession orthodoxe. Un surveillant de l'école locale, Stanisław Milyusski, et trois femmes, Anna Demidiouk, Aleksandra Minkovskaïa et Maria Kommisariouk, sont blessés. Ces incidents constituent le signal pour le commencement du pogrom. Les témoins rapportent que simultanément avec les coups de feu, quelqu'un a crié « À bas les Juifs ». Après le pogrom, un paysan, arrêté pour des faits sans rapport dans la ville voisine de Zabłudów avouera qu’il avait reçu une somme substantielle pour tirer sur la procession orthodoxe, afin de provoquer le pogrom. Les autorités russes annoncent que les Juifs ont tiré sur la procession orthodoxe,.

## Les violences
Les violences commencent immédiatement dès que les coups de feu ont été tirés. Des bandes de casseurs issus de la formation d'extrême droite de Cent-Noirs commencent à piller les magasins et les appartements détenus par des Juifs sur la rue Nova-Linsk. Les policiers et les soldats qui suivaient la procession orthodoxe, n’interviennent pas ou même participent aux violences. Le premier jour du pogrom est chaotique. Tandis que les unités de l’armée tsariste, amenées à Białystok par les autorités russes, échangent des tirs avec les groupes paramilitaires juifs, des voyous armés de couteaux et de barres de fer, se dispersent dans la ville pour continuer le pogrom. Certains quartiers juifs de la ville sont protégés par des unités d’autodéfense, généralement organisées par les partis ouvriers, qui s’opposent aux voyous et pilleurs ainsi qu’aux dragons tsaristes. Grâce à ces groupes d’autodéfense, plusieurs quartiers ouvriers juifs de la ville seront épargnés par la violence et de nombreuses vies sauvées.
Les deux jours suivants ne sont pas aussi violents, mais les attaques sur les personnes et les biens sont plus systématiques et ciblées, ressemblant à une action militaire coordonnée, plutôt qu’à une explosion spontanée de violence. Des bandes de maraudeurs et de soldats russes pénètrent dans les maisons juives et soit tuent les Juifs sur place, soit les traînent dans la rue avant de les tuer. Ce n’est qu’à la fin du troisième jour que Stolypine, le ministre des Affaires internes, donne instruction aux gouverneurs régionaux et aux maires d’en finir avec le pogrom. La violence cesse immédiatement dès le retrait des troupes russes de la ville.
Le San Francisco Call newspaper daté du 19 juin 1906, décrit l'aspect de Bialystok après le pogrom :
« Les corps de nombreuses victimes juives des émeutiers fanatiques, mutilés et battus jusqu'à qu'ils perdent tout semblant de forme humaine
Même les blessés qui remplissent les hôpitaux sont terriblement mutilés. Leurs mains, bras ou jambes ont été tranchés par les bourreaux.

Le calme règne à l'intérieur de cette ville dévastée. Des coups de feu sont entendus dans les faubourgs de Bialystok, près du cimetière, mais il n'y a plus de troubles.
Le nombre total de victimes n'est pas connu, mais soixante-dix corps ont été enterrés aujourd'hui. Ceci est parait-il moins de la moitié du total des morts. Les Juifs estiment qu'il n'y a pas moins de 200 morts. Le nombre de blessés est énorme. Des chirurgiens sont arrivés de Varsovie pour aider le personnel débordé des hôpitaux et prendre en charge les blessés.
Quelques exemples de la bestialité et de la brutalité avec lesquelles ont été traitées les victimes du massacre : certains cadavres n'étaient plus que de simple amas de chair, et des blessés, dans certains cas n'avaient plus aucun os intact.
 
Aujourd'hui, l'histoire de l'émeute est écrite en grosses lettres dans l'aspect des rues, qui ne sont plus qu'une suite continue d'incendies criminels et de pillages. Les fenêtres et les portes des maisons juives sont grandes ouvertes, donnant une vue de leur intérieur saccagé, ou ont été condamnées avec des volets en bois grossier. »

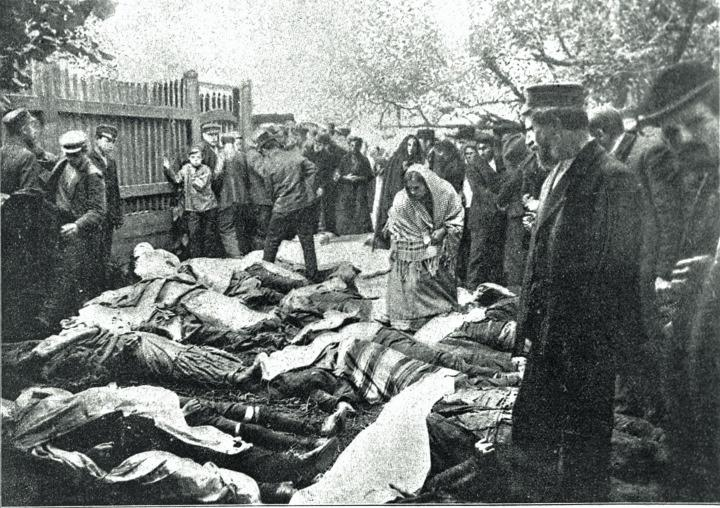
Les cadavres des tués au cours du pogrom sont déposés dans la cour de l'hôpital juif de Bialystok

## Conséquences et effets
Pendant le déroulement du pogrom, 88 personnes sont tuées dont 82 Juifs, bien que certaines sources donnent un bilan de 200 morts. Un total de 169 magasins et maisons ont été pillés, dont les plus importants magasins de la ville. Le pogrom fait l’objet de nombreux rapports et articles dont un manifeste spécial publié par le Parti socialiste polonais, condamnant l’événement.
Les autorités russes essaient d’accuser la population locale de la responsabilité du pogrom afin d’attiser la haine entre les Juifs et les Polonais, deux groupes ethniques opposés au tsar. Cependant, de nombreux témoins juifs rapportent que la population polonaise locale a protégé de nombreux Juifs en les cachant et n’a pas participé aux violences. Apolinary Hartglas et Vladimir Jabotinsky réussissent à obtenir des documents secrets émis par Cheremietiev qui montrent que le pogrom a été organisé longtemps à l'avance par les autorités russes, qui avaient transporté depuis des endroits reculés de Russie des ouvriers des chemins de fer russes pour les faire participer,.
La commission mise en place par la Douma, chargée d'enquêter sur le pogrom, et composée du professeur Chtchepkine, du procureur Arakantzev et de Jacobson, arrive à la même conclusion. Elle demande au Ministre de l’Intérieur de traduire en justice, le gouverneur de Grodno et la police de Bialystok pour leur non-intervention pendant les massacres et d’autres personnes pour leur participation active.
Outré, Léon Tolstoï écrit concernant le pogrom : « La police a eu la garantie que ses membres pouvaient commettre les pires crimes sans être punis et avec cette garantie, ils ont tué des Juifs, mis le feu à leur maison, violé leur femme, etc. »
En 1908, à l'initiative des députés du Parti constitutionnel démocratique de la Douma, certains des participants aux violences sont jugés, mais le procès est vivement critiqué pour les faibles peines infligées aux coupables et pour s'être abstenu de rechercher les vrais organisateurs du pogrom.

## Monument aux victimes
Les victimes du pogrom sont enterrés dans une fosse commune dans le cimetière Bagnowka, et un obélisque mémorial est érigé avec un poème en hébreu de Zalman Sznejur gravé dessus. Le poème commence par la phrase: « Tiens-toi fort et sois fier, toi, pilier de la tristesse », et le monument deviendra connu sous le nom de Pilier de la tristesse. Le monument survivra à la Seconde Guerre mondiale et à la Shoah en Pologne. Il existe toujours, bien qu'une source indique faussement qu'il aurait été détruit après la guerre par des vandales polonais locaux.